# مايرون تومسون
مايرون تومسون (بالإنجليزية: Myron Thompson)‏ هو سياسي أمريكي وكندي، ولد في 23 أبريل 1936 في مونتي فيستا في الولايات المتحدة، وتوفي في 6 يناير 2019 بسبب سرطان البنكرياس. حزبياً، نشط في حزب المحافظين الكندي. وقد انتخب عضو مجلس العموم الكندي.